# Hatojama Kunio
Hatojama Kunio (japánul:  鳩山 邦夫, nyugaton: Kunio Hatoyama) (Tokió, 1948. szeptember 13. – Tokió, 2016, június 21.) japán politikus, Fukuoka prefektúra 6. kerületének alsóházi képviselője a Liberális Demokrata Párt színeiben, Japán igazságügyminisztere Fukuda Jaszuo kormányában.